# Associazione Sportiva Taranto 1982-1983
Questa pagina raccoglie le informazioni riguardanti l'Associazione Sportiva Taranto nelle competizioni ufficiali della stagione 1982-1983.

## Rosa
| N. |                   | Ruolo | Calciatore          |
| -- | ----------------- | ----- | ------------------- |
|    | Italia (bandiera) | C     | Renato Acanfora     |
|    | Italia (bandiera) | D     | Guglielmo Bacci     |
|    | Italia (bandiera) | C     | Lorenzo Barlassina  |
|    | Italia (bandiera) | D     | Marcello Bernardini |
|    | Italia (bandiera) | A     | Massimo Bertinato   |
|    | Italia (bandiera) | D     | Pietro Biagini      |
|    | Italia (bandiera) | C     | Renzo Castagnini    |
|    | Italia (bandiera) | A     | Vito Chimenti (I)   |
|    | Italia (bandiera) | A     | Giorgio Colucci     |
|    | Italia (bandiera) | A     | Sergio D'Agostino   |
|    | Italia (bandiera) | D     | Franco Falcetta     |
|    | Italia (bandiera) | D     | Guglielmo Ferrante  |
|    | Italia (bandiera) | C     | Alfredo Fulvi       |

| N. |                   | Ruolo | Calciatore              |
| -- | ----------------- | ----- | ----------------------- |
|    | Italia (bandiera) | C     | Graziano Gori           |
|    | Italia (bandiera) | D     | Costantino Idini        |
|    | Italia (bandiera) | A     | Vanni Moscon            |
|    | Italia (bandiera) | A     | Giuseppe Novellino (II) |
|    | Italia (bandiera) | D     | Natale Picano           |
|    | Italia (bandiera) | D     | Dario Pighin            |
|    | Italia (bandiera) | P     | Antonio Pigino          |
|    | Italia (bandiera) | C     | Roberto Righi           |
|    | Italia (bandiera) | P     | Maurizio Rossi          |
|    | Italia (bandiera) | D     | Francesco Scoppa        |
|    | Italia (bandiera) | C     | Giovanni Sgarbossa      |
|    | Italia (bandiera) | A     | Alessandro Tatti        |

## Risultati

### Campionato

#### Girone di andata
| 19 settembre 1982 1ª giornata | Siena | 0 – 0 | Taranto |  |

| 26 settembre 1982 2ª giornata | Taranto | 1 – 0 | Paganese |  |

| 3 ottobre 1982 3ª giornata | Cosenza | 0 – 0 | Taranto |  |

| 10 ottobre 1982 4ª giornata | Taranto | 0 – 0 | Reggina |  |

| 17 ottobre 1982 5ª giornata | Empoli | 1 – 0 | Taranto |  |

| 24 ottobre 1982 6ª giornata | Taranto | 1 – 1 | Barletta |  |

| 31 ottobre 1982 7ª giornata | Anconitana | 1 – 1 | Taranto |  |

| 7 novembre 1982 8ª giornata | Taranto | 1 – 1 | Campania |  |

| 14 novembre 1982 9ª giornata | Casertana | 1 – 2 | Taranto |  |

| 21 novembre 1982 10ª giornata | Taranto | 1 – 0 | Rende |  |

| 28 novembre 1982 11ª giornata | Virtus Casarano | 1 – 1 | Taranto |  |

| 5 dicembre 1982 12ª giornata | Taranto | 3 – 1 | Ternana |  |

| 12 dicembre 1982 13ª giornata | Pescara | 0 – 0 | Taranto |  |

| 14 dicembre 1982 14ª giornata | Taranto | 0 – 0 | Benevento |  |

| 9 gennaio 1983 15ª giornata | Taranto | 2 – 1 | Livorno |  |

| 16 gennaio 1983 16ª giornata | Nocerina | 2 – 0 | Taranto |  |

| 23 gennaio 1983 17ª giornata | Taranto | 0 – 0 | Salernitana |  |

#### Girone di ritorno
| 30 gennaio 1983 18ª giornata | Taranto | 1 – 0 | Siena |  |

| 6 febbraio 1983 19ª giornata | Paganese | 1 – 2 | Taranto |  |

| 13 febbraio 1983 20ª giornata | Taranto | 3 – 0 | Cosenza |  |

| 20 febbraio 1983 21ª giornata | Reggina | 0 – 2 | Taranto |  |

| 27 febbraio 1983 22ª giornata | Taranto | 2 – 2 | Empoli |  |

| 6 marzo 1983 23ª giornata | Barletta | 0 – 0 | Taranto |  |

| 13 marzo 1983 24ª giornata | Taranto | 2 – 0 | Anconitana |  |

| 20 marzo 1983 25ª giornata | Campania | 0 – 0 | Taranto |  |

| 2 aprile 1983 26ª giornata | Taranto | 1 – 0 | Casertana |  |

| 10 aprile 1983 27ª giornata | Rende | 1 – 1 | Taranto |  |

| 17 aprile 1983 28ª giornata | Taranto | 1 – 0 | Virtus Casarano |  |

| 1º maggio 1983 29ª giornata | Ternana | 0 – 0 | Taranto |  |

| 8 maggio 1983 30ª giornata | Taranto | 1 – 1 | Pescara |  |

| 15 maggio 1983 31ª giornata | Benevento | 0 – 0 | Taranto |  |

| 22 maggio 1983 32ª giornata | Livorno | 0 – 0 | Taranto |  |

| 29 maggio 1983 33ª giornata | Taranto | 2 – 0 | Nocerina |  |

| 5 giugno 1983 34ª giornata | Salernitana | 0 – 0 | Taranto |  |